# André Berley
André Obrecht, dit André Berley, né le 13 janvier 1890  dans le 6e arrondissement de Paris, ville où il est mort le 26 novembre 1936 en son domicile du 7e arrondissement, est un acteur français.

## Biographie
Il est déjà artiste dramatique avant son incorporation pour le service militaire de 1911 à 1913. Rappelé sous les drapeaux par la mobilisation générale en août 1914, il est affecté au 82e régiment d'infanterie. Classé dans le service auxiliaire en mai 1915 pour obésité, il est transféré dans l'artillerie en février 1916 et rendu à la vie civile en août 1919.
Durant sa carrière, André Berley est très actif au théâtre, participant notamment en 1925 à la création de la pièce Les Marchands de gloire de Paul Nivoix et Marcel Pagnol, et à une comédie musicale en 1929 (voir la rubrique "Théâtre" ci-dessous).
Au cinéma, il débute dans deux films muets sortis en 1928 ; l'un d'eux est La Passion de Jeanne d'Arc de Carl Theodor Dreyer, où il interprète Jean d'Estivet, aux côtés de Renée Falconetti (Jeanne d'Arc). Puis, à la faveur d'un contrat avec la Metro-Goldwyn-Mayer, il part pour les États-Unis. Il réside à Hollywood de 1931 à 1934. Il y tourne les versions françaises alternatives de sept films américains coproduits par cette compagnie et d'un huitième coproduit par la Paramount. À son retour en France, André Berley participe principalement à des films français jusqu'en 1936, dont plusieurs sortent en 1937, l'année suivant son décès. Mais il contribue aussi aux versions françaises alternatives de quelques coproductions franco-allemandes. En outre, il participe à trois nouvelles coproductions avec les États-Unis — dont la version française de La Veuve joyeuse d'Ernst Lubitsch, avec Maurice Chevalier, en 1934 —, ainsi qu'à une coproduction franco-britannique (voir sa filmographie complète ci-après).
André Berley meurt prématurément (à 46 ans) fin 1936, peu après avoir achevé le tournage de La Maison d'en face (adaptation de la pièce éponyme de Paul Nivoix) de Christian-Jaque, avec Elvire Popesco, sorti en janvier 1937.

## Théâtre (sélection)

### Pièces (sauf mention contraire), à Paris
- 1913 : Rachel de Gustave Grillet, avec Henri Desfontaines, Denis d'Inès, Jacques Grétillat, Théâtre de l'Odéon
- 1914 : Le Bourgeois aux champs d'Eugène Brieux, avec Jean d'Yd, Jean Hervé, Henri Vilbert, Théâtre de l'Odéon
- 1921 : Les Pélican de Raymond Radiguet, mise en scène Pierre Bertin, Théâtre Michel
- 1924 : L'Âge de raison de Paul Vialar, avec Jean d'Yd, Théâtre de l'Avenue, puis Théâtre Édouard VII
- 1925 : Les Marchands de gloire de Paul Nivoix et Marcel Pagnol, mise en scène Gabriel Signoret, avec Suzy Prim, Pierre Renoir, Constant Rémy, Théâtre de la Madeleine
- 1929 : Le Renard chez les poules, comédie musicale, musique Tiarko Richepin, livret André Mouëzy-Éon et Alfred Machard, avec Marguerite Deval, Mireille, Théâtre Michel
- 1929 : Le Singe qui parle de René Fauchois, mise en scène René Rocher, avec Délia Col, Théâtre Antoine
- 1929 : L'Ennemie d'André-Paul Antoine, avec André Luguet, Sylvie, Robert Vattier, Théâtre Antoine
- 1936 : Fiston d'André Birabeau, avec Richard Francœur, Marguerite Pierry, Marcel Simon, Théâtre des Variétés

## Filmographie complète
Les années de sorties se réfèrent à la fiche de "Ciné-Ressources", plus précise que l'IMDB qui mentionne plusieurs dates erronées.

### Films français, sauf mention contraire
- 1928 : La Passion de Jeanne d'Arc de Carl Theodor Dreyer
- 1928 : Hara-Kiri d'Henri Debain et Marie-Louise Iribe
- 1930 : Si l'empereur savait ça de Jacques Feyder (coproduction France/États-Unis, avec la MGM ; version française alternative d’Olimpia de Chester M. Franklin et Juan de Holms, sorti la même année)
- 1930 : Le Spectre vert de Jacques Feyder et Lionel Barrymore (coproduction France/États-Unis, avec la MGM ; version française alternative de The Unholy Night de Lionel Barrymore, sorti en 1929)
- 1931 : Une audition mouvementée, réalisateur non-connu (court métrage)
- 1931 : Buster se marie de Claude Autant-Lara et Edward Brophy (coproduction France/États-Unis, avec la MGM ; version française alternative de Parlor, Bedroom and Bath d'Edward Sedgwick, sorti la même année)
- 1931 : Le Petit Café de Ludwig Berger (coproduction France/États-Unis, avec la Paramount ; version française alternative de The Playboy of Paris de Ludwig Berger, sorti en 1930)
- 1931 : Big House ou Révolte dans la prison de Paul Fejos, George W. Hill et Jacques Feyder (coproduction France/États-Unis, avec la MGM ; version française alternative de The Big House de George W. Hill, sorti en 1930)
- 1931 : Le Petit Écart d'Henri Chomette et Reinhold Schünzel (coproduction France/Allemagne, avec la UFA ; version française alternative de Der kleine Seitensprung de Reinhold Schünzel, sorti la même année)
- 1932 : Jenny Lind d'Arthur Robison (coproduction France/États-Unis, avec la MGM ; version française alternative de A Lady's Morals de Sidney Franklin, sorti en 1930)
- 1932 : Quand on est belle d'Arthur Robison (coproduction France/États-Unis, avec la MGM ; version française alternative de Quand on est belle de Jack Conway, sorti en 1931)
- 1932 : Le Père célibataire de Chester M. Franklin et Arthur Robison (coproduction France/États-Unis, avec la MGM ; version française alternative de The Bachelor Father de Robert Z. Leonard, sorti en 1931)
- 1932 : La Perle de René Guissart
- 1932 : Tu seras duchesse de René Guissart (coproduction France/États-Unis, avec les studios français de la Paramount)
- 1932 : Prisonnier de mon cœur de Jean Tarride
- 1932 : Avec l'assurance de Roger Capellani
- 1932 : Le Billet de logement de Charles-Félix Tavano
- 1933 : Coquin de sort d'André Pellenc
- 1933 : Le Martyre de l'obèse de Pierre Chenal
- 1933 : La Prison de Saint-Clothaire de Pierre-Jean Ducis (court métrage)
- 1933 : Les Aventures du roi Pausole d'Alexis Granowsky (rôle-titre ; version allemande alternative, Die Abenteuer des Königs Pausole, où Emil Jannings remplace André Berley)
- 1933 : Boubouroche de André Hugon (court métrage) : Boubouroche
- 1933 : Un fil à la patte de Karl Anton
- 1934 : L'ai-je bien gagné ? de Pierre-Jean Ducis (court métrage)
- 1934 : La Veuve joyeuse d'Ernst Lubitsch (coproduction France/États-Unis, avec la MGM ; version française alternative de The Merry Widow d'Ernst Lubitsch, sorti la même année)
- 1934 : Caravane d'Erik Charell (coproduction France/Autriche/États-Unis, avec la Fox ; version française alternative de Caravan d'Erik Charell, sorti la même année)
- 1934 : L'Amour en cage de Jean de Limur et Karel Lamač (coproduction France/Allemagne ; version française alternative de Die vertauschte Braut de Karel Lamač, sorti la même année)
- 1934 : Dactylo se marie de René Pujol et Joe May (coproduction France/Allemagne, en version française seulement)
- 1935 : Turandot, princesse de Chine de Serge Véber et Gerhard Lamprecht (coproduction France/Allemagne, avec la UFA ; version française alternative de Prinzessin Turandot de Gerhard Lamprecht, sorti en 1934)
- 1935 : Son Excellence Antonin de Charles-Félix Tavano
- 1935 : Juanita de Pierre Caron (coproduction France/Royaume-Uni, en version française seulement)
- 1935 : Bout de chou d'Henri Wulschleger
- 1935 : Le Grand Pari de Maurice Chalon (court métrage)
- 1935 : Folies-Bergère de Marcel Achard et Roy Del Ruth (coproduction France/États-Unis, avec la Fox et United Artists ; version française alternative de Folies Bergère de Paris — titre original américain — de Roy Del Ruth, sorti la même année)
- 1936 : La Mariée du régiment de Maurice Cammage
- 1936 : Rigolboche de Christian-Jaque
- 1936 : Couturier de mon cœur de René Jayet et Raymond de Cesse
- 1936 : Les Mutinés de l'Elseneur de Pierre Chenal (version britannique, The Mutiny of the Elsinore de Roy Lockwood, sortie en 1937)
- 1936 : Trois jours de perm' de Maurice Kéroul et Georges Monca
- 1936 : Toi, c'est moi de René Guissart : Pedro Hernandez
- 1936 : Monsieur Personne de Christian-Jaque
- 1937 : L'Empreinte rouge de Maurice de Canonge
- 1937 : La Maison d'en face de Christian-Jaque
- 1937 : À minuit, le 7 de Maurice de Canonge
- 1937 : La Course à la vertu de Maurice Gleize